# Opuntia fuliginosa
Opuntia fuliginosa är en kaktusväxtart som beskrevs av David Griffiths. Opuntia fuliginosa ingår i släktet fikonkaktusar, och familjen kaktusväxter. Inga underarter finns listade i Catalogue of Life.